# Bólide B 33 caixa 18 – Homenagem a Cara de Cavalo
Bólide B 33 caixa 18 – Homenagem a Cara de Cavalo é uma obra de Hélio Oiticica.
Hélio Oiticica conhecia Manuel Moreira, popularmente conhecido como Cara de Cavalo, um criminoso morto pela polícia do Rio de Janeiro em 1964, após matar o detetive Le Cocq. 
Bólide B 33 caixa 18 consiste em uma caixa sem a parte superior cujas paredes laterais são forradas com a foto de Cara de Cavalo, morto, estampada nos jornais da época: um corpo, com os braços abertos, estendido no chão. No fundo da caixa, um saco plástico cheio de pigmento colorido velado por uma tela traz a inscrição “Aqui está, e ficará! Contemplai seu silêncio heroico”.